# Cadre européen commun de référence pour les langues
Le Cadre européen commun de référence pour les langues - Apprendre, Enseigner, Évaluer (CECR ou CECRL) est un document publié par le Conseil de l'Europe en 2001, qui définit des niveaux de maîtrise d'une langue étrangère en fonction de son savoir-faire dans différents domaines de compétence. Ces niveaux constituent désormais la référence dans le domaine de l'apprentissage et de l'enseignement des langues dans de nombreux pays. En France, ils sont repris dans le code de l'éducation comme niveaux de compétence en langues vivantes étrangères attendus des élèves des écoles, collèges et lycées.
L'innovation principale du CECR consiste en un système et une échelle d'évaluation de la maîtrise d'une langue sur la base des objectifs de compétence. Ceci est donc indépendant de la langue traitée et de l'organisme évaluateur, contrairement aux autres systèmes d'évaluation qui sont souvent propres à un pays, voire à un organisme, et généralement applicables à une seule langue. Pour ces raisons, de nombreux organismes évaluateurs alignent leurs échelles d'évaluation sur les niveaux du CECR, ou pour le moins fournissent une grille de conversion.

## Introduction
L'objectif est ici de présenter le Cadre, son approche, et son système conceptuel. Le Cadre européen commun de référence (C.E. 2001), Rosen (2010), Little (2006) et Little (2007) seront les sources principales.

### Définition
Le Cadre européen commun de référence pour les langues. Apprendre, enseigner, évaluer, publié en 2001,, est une tentative européenne importante ayant pour but d'identifier et définir les facettes théoriques de l'apprentissage d'une langue, afin d'aider à l'étude réelle des langues en Europe. Étant un projet conceptuel important creusant au cœur de ce qu'est l'apprentissage des langues, le Cadre est devenu une recommandation dans le domaine de la didactique des langues. C'est un point de départ généraliste, un guide de principes théoriques et de références qui propose « une base commune pour l'élaboration de programmes de langues vivantes, de référentiels, d'examens, de manuels, [de cours], etc. ». Pour cela, le cadre identifie des actes de communication notés comme utiles, définis par des « descripteurs », et les organise en échelles thématiques (exemple : échelle compréhension de l'écrit) à six niveaux. Les compétences des élèves et étudiants, les cours, les examens, peuvent être alignés afin de progresser méthodiquement. Ces principes ne sont volontairement pas spécifiques à une langue. Ils sont suffisamment détaillés et généraux pour être adaptable à la diversité des langues.

### Logique
Le besoin fondamental ayant motivé ce projet est de servir l'économie européenne en facilitant la mobilité des personnes et compétences,. Si l'acquisition de langues secondes et de compétences langagières est encouragée, leurs apprentissages doivent être facilités et rationalisés. Aussi, l'objectif général du CECR est fondamentalement un objectif de simplification, de standardisation, de transparence, de clarification, d'alignement, de rationalisation des systèmes d'enseignement et d'évaluation de compétences linguistiques des langues au niveau européen. Les moyens mis en place sont doubles. En amont, du côté de la recherche, le Cadre est de fait la création et organisation d'un mouvement didactique globalisant, pionnier, interlangues, dominant, bouillonnant, avec l'affirmation d'un vocabulaire didactique commun et d'une approche et vision commune cohérente et complète. L'approche actionnelle par compétences langagières est avancée. En aval, le côté pratique est surtout marqué par la diffusion de niveaux standardisés (A1 à C2) définis dans le Cadre, des échelles de compétences décrites par une série de descripteurs répartis parmi les six niveaux, et d'un système d'(auto)-évaluation. Le CECR permet ainsi de déterminer la situation des compétences langagières d'un apprenant (son profil), spécifiant forces et lacunes, les aspects à améliorer (objectifs pédagogiques personnels), la création de matériaux et activités pédagogiques, et d'évaluations sur la base des compétences visibles de l'apprenant.

### Écosystème
Le Cadre se présente finalement comme le pilier conceptuel d'un écosystème souhaitant rationaliser l'acquisition et la mise en valeur de compétences linguistiques dans la réalité économique et productive européenne.
Certains projets sont déjà en cours pour analyser de manière critique et constructive le Cadre, tel le Dutch CEF Construct Project qui vise à rationaliser la formulation du Cadre et de ses descripteurs.

## Structure
Les versions anglaise et française sont des traductions exactes du contenu, tandis que la mise en page diffère. Le sommaire du Cadre est accessible sur la version française du Cadre. Le plan est détaillé en un synopsis dans le Cadre en français et par Little en anglais. Le Cadre comprend neuf chapitres présentant le Cadre et les concepts retenus pour cartographier l'apprentissage d'une langue de manière complète, quatre annexes, ainsi que des notes et sommaires préliminaires et une bibliographie. La version anglaise contient par ailleurs un index.
- Chapitres introductifs :
  - Chap. 1 : Définition du Cadre, ses origines, objectifs, fonctions, et du plurilinguisme
  - Chap. 2 : Introduction de l'approche actionnelle
  - Chap. 3 : Introduction du système par échelles — compétences / niveaux / descripteurs —, et des exemples les plus significatifs
- Chapitres conceptuels :
  - Chap. 4 : Cartographie des activités de communications, opérations mentales, et stimuli (textes oraux ou écrits)
  - Chap. 5 : Cartographie des compétences de l'individu — savoir, savoir-faire, savoir être, savoir-apprendre, compétences linguistiques, sociolinguistique, pragmatiques
- Chapitres pragmatiques :
  - Chap. 6 : L'apprenant et l'apprentissage
  - Chap. 7 : Les tâches et leur rôle
  - Chap. 8 : Curriculum linguistique et culturel
  - Chap. 9 : L'évaluation
- Les annexes :
  - A : Élaboration des descripteurs
  - B : Élaboration des échelles — étalonnage des descripteurs et apparition des 6 niveaux
  - C : Projet d'évaluation DIALANG et ses échelles — basé sur le Cadre
  - C : Projet d'évaluation ALTE et ses échelles — basé sur le Cadre

## Concepts

### Contexte didactique
Dans les années 1970, l'approche traditionnelle par apprentissage des règles syntaxiques, traductions, mémorisation du vocabulaire s'épuise. L'approche communicative intégrant les dimensions gestuelles, culturelles prend pied. L'apprenant doit apprendre à communiquer, doit « apprendre à apprendre » de manière autonome, et doit se préparer à intervenir verbalement dans la société cible. Cette approche communicative entraîne l'apprenant à devenir un acteur social dans sa future vraie vie par le biais de simulations. Un effort important d'imagination est demandé pour se projeter dans les situations imaginaires proposées. L'approche communicative suppose comme modèle le « super-apprenant de langue » communiquant parfaitement, comme un locuteur natif, et ayant développé simultanément toutes ses compétences.

### La perspective actionnelle
L'approche actionnelle considère que communiquer c'est agir, vivre, manipuler, bouger. Ses 3 principes fondamentaux sont :
1. L'action de communication dans sa totalité[21]. L'activité langagière n'a de sens que dans l'action réelle. Elle est structurée par le contexte et la gestuelle qui l'accompagne. L'apprenant doit donc acquérir des compétences linguistiques, pragmatiques (adapter la langue à la situation), et sociolinguistiques.
2. La classe est une micro-société authentique, l'apprenant un acteur social[22]. L'apprenant est un acteur social authentique, agissant, et lié aux autres membres par un contrat social et des codes connus ou à acquérir. L'interaction inter-individuelle est considérée comme la situation réaliste à reproduire.
3. La pédagogie par simulation ou par projets[23]. La pédagogie idéale ne se fait plus par simulations et situations imaginaires lointaines, mais par l'emploi de la langue cible dans la micro-société authentique qu'est la classe de langue, et par projets[24]. On favorise la collaboration et des « coactions », incluant actes langagiers et actes non langagiers, comme dans le réel. Les acteurs sociaux doivent se coordonner, collaborer, agir dans la langue et culture cible.

L'approche par projet et sous-actions étant aujourd'hui[Quand ?] la norme dans la réalité sociale du travail, les didacticiens des langues ont souhaité la décliner à la micro-société qu'est la classe. L'enseignant cherche à développer les compétences générales et de communications de l'apprenant, afin de préparer son intégration sociale et professionnelle à l'étranger. Le projet dans la classe est une excuse pour exercer les nombreuses compétences de communication de manière réaliste.
L'approche actionnelle suppose comme modèle l'apprenant aux « connaissances partielles », son profil est différemment développé selon les compétences.

### Concepts structurants

Schéma de lecture d'une grille du CECRL.

Le Cadre comprend de manière générale :
1. Un système pour identifier les compétences lors de l'apprentissage ou de l'utilisation d'une langue ;
2. La définition des compétences de communication (communicative proficiency) attendues, de manière globale ou par le biais de descripteurs, à chacun des six niveaux organisés par paires — A1, A2 pour débutants ; B1, B2 pour intermédiaires ou indépendant ; C1, C2 pour les utilisateurs avancés.

Ce système prend la forme de grilles composées de plusieurs compétences ou d'échelles de compétences individuelles, dont les composants sont illustrés ci-dessous.
Afin de solidifier, clarifier, stabiliser le socle théorique, plusieurs taxonomies et modèles théoriques sont ainsi mis en place. Les principaux concepts théoriques du CECR sont ainsi, :
- les quatre compétences générales individuelles : savoir (knowledge) ; savoir-faire (skills and know-how), savoir-être (existential competence) et savoir-apprendre (ability to learn) ;
- les quatre compétences communicatives langagières : linguistique, pragmatique, socio-linguistique et socioculturelle ;
- les quatre activités de langages : réception, production, interaction, médiation, et leurs stratégies communicatives : planification, exécution, contrôle, remédiation[30] ;
- les quatre domaines langagiers : personnel, public, professionnel, éducatif ;
- les trois paramètres de l'utilisation langagière : situation ; texte ; contraintes.

Ces modèles seront explicités plus bas.

### Modèle des compétences

S'attaquant ensuite à clarifier un vocabulaire didactique commun, le Cadre définit, :
- des aptitudes : lire, écouter, converser, parler, écrire
- des activités :
  - réception : décodage du message en sens,
  - production : encodage du sens en message,
  - médiation : réception et production,
  - interaction : réception et production ;
- des opérations mentales :
  - compréhension : pour les opérations mentales résultant du décodage de messages en sens ;
  - expression : pour les opérations mentales résultant de l'encodage du sens en message.

Le schéma ci-à-droite représente l'ensemble de ces éléments.
Cette cartographie théorique nous donne un vocabulaire et une construction de départ pour définir ce qu'est communiquer dans une langue étrangère et ce qu'est comprendre.

### Tâches
La perspective actionnelle se structure autour du concept de tâche. La tâche est un « à-faire », une action de la vie de tous les jours que l'on réalise avec ou sans recours à des moyens langagiers (cuisiner un plat, monter un meuble, faire une réclamation…).
Le CECR distingue deux grands types de tâches : la tâche-cible et la tâche communicative pédagogique.
- La tâche cible ou tâche de répétition est une tâche qui ressemble à une action que l'on ferait dans la vie de tous les jours. L'apprenant s'entraîne ainsi pour la vie à venir. Ce genre de tâche est proche de la vie réelle et des besoins concrets des apprenants.
- La tâche communicative pédagogique est plus éloignée de la vie réelle et vise essentiellement le développement de compétences langagières.

Certains chercheurs en didactique font ressortir les limites d'une approche qui se limiterait à ce genre de tâches dans lesquelles l'apprenant reste apprenant, l'utilisation concrète et pleine d'enjeu de la langue étant reportée dans un avenir parfois incertain. S'ajouteraient donc aux deux types de tâches du CECR les tâches de la vie réelle que l'apprenant réaliserait au sein d'interactions sociales réelles dépassant le cadre du groupe des apprenants et de l'enseignant. L'utilisation de sites du web 2.0 semble se prêter tout particulièrement à ce genre de tâches,. Le projet européen Babelweb représente une mise en œuvre pratique de cette approche interactionnelle fondée sur des tâches de la vie réelle.

## Historique

### De la nécessité d'une Europe qui communique
Le monde présente 3 grands marchés largement intégrés : les États-Unis, la Chine, et dans une moindre mesure l'Europe. Les États-Unis ont une ou deux langues nationales (anglais, espagnol) de manière historique. La Chine a depuis longtemps un écrit commun, et depuis peu une langue orale nationale, le mandarin standard (普通話), enseignée dans l'ensemble du pays.
Il en va différemment pour l'Europe. L'Europe est historiquement morcelée, politiquement en une cinquantaine de pays, et linguistiquement en environ autant de langues nationales. Ces pays étant indépendants, aucune langue commune n'a été imposée. La reconstruction du tissu commercial européen après la seconde guerre mondiale puis la construction de l'Union européenne ont à nouveau mis en valeur les collaborations internationales et l'interaction entre langues. Les classes érudites et commerciales, puis de plus larges pans de la population européenne se sont trouvés confrontés à la problématique de la communication dans un contexte multilingue.
C'est ce contexte complexe de mosaïque politique, linguistique, associé à l'intégration économique qui a encouragé la recherche en matière de plurilinguisme et d'évaluation des compétences linguistiques.

### Action de l'Europe pour un système rationnel et unifié: Le Cadre

Le Conseil de l'Europe — États membres, observateurs et candidats
États fondateurs
Autres pays membres
États observateurs à l'Assemblée parlementaire
États observateurs au Comité des Ministres
États observateurs à l'Assemblée parlementaire et au Comité des Ministres
États candidats officiels

#### Le Conseil de l'Europe
Le Conseil de l'Europe (CE) est fondé en 1949 afin de promouvoir les droits de l'homme, la démocratie parlementaire, l'État de droit à l'échelle du continent européen et « la prise de conscience d'une identité européenne fondée sur des valeurs commune, partagées, et dépassant les cultures particulières ». C'est un espace de discussions et propositions pour les acteurs politiques européens, dans un but de coopération accrue. Situé à Strasbourg, sa division des Politiques linguistiques soutient « des programmes intergouvernementaux polarisés sur l'élaboration de politiques (linguistiques) » comme outils permettant l'amélioration des coopérations, activités économiques, productions de biens, services, et emplois. Le Conseil de l'Europe n'a qu'un pouvoir de recommandation, il n'a pas de pouvoir d'action dans les systèmes éducatifs de ses membres. Du fait de l'organisation horizontale de cette institution, l'approche linguistique est le plurilinguisme mais aussi la diversité linguistique, la compréhension mutuelle, la citoyenneté démocratique, la cohésion sociale. Le tout avec une tonalité économique, professionnelle et culturelle.

#### Vers un CECR
En 1971, le CE pose deux objectifs pour l'enseignement des langues :
1. faciliter la mobilité des personnes dans l'espace européen,
2. l'élaboration d'un enseignement par modules.

Dans les années 1980, le bourgeonnement de tests de langue (TOEFL, TOEIC, IELTS, DALF, DELE, ZD) aux échelles variées annonce le besoin d'une standardisation. Le souci d'analyser les besoins réels en termes de compétences de communication et de produire un répertoire de compétences correspondant à ces besoins apparait.
En 1991 est affirmée la nécessité d'un « cadre commun de référence pour l'enseignement/apprentissage des langues en Europe », associé à un système d'évaluation. Trois objectifs sont à nouveau posés :
1. établir des échelles de niveaux afin de décrire de manière claire et transparente les compétences atteintes ;
2. définir des niveaux de référence ;
3. élaborer un système d'(auto)évaluation des compétences.

En 1996, une première version circule afin d'être commentée. En 2001, la version officielle est publiée. La discussion didactique se poursuit depuis.

## Échelle de références
Après l'établissement de bases théoriques solides pour la didactique des langues par l'affirmation d'une approche — l'approche actionnelle — et d'un vocabulaire commun, le Cadre s'oriente rapidement vers la question de l'évaluation des compétences avec naturellement comme axe d'attaque ce que l'apprenant est capable de faire, de type « Je sais faire » ([I] can do). Cette section présente les outils d'évaluation en six niveaux de compétences mis à disposition par le Cadre.

### Établissement des niveaux de références
Afin d'établir les niveaux du Cadre, une équipe de recherche suisse a procédé comme suit, :
1. étape intuitive : les échelles et systèmes d'évaluation existants ont été analysés et déconstruits en catégories correspondantes à l'approche actionnelle du Cadre ;
2. étape qualitative : le métalangage des professeurs de langues étrangères a été analysé afin de mettre au point un vocabulaire correspondant aux pratiques réelles ; les professeurs ont donné à des descripteurs de compétences divers niveaux de clarté, de précision, d'importance, et d'acuité langagière ;
3. étape quantitative : les descripteurs ont été déclinés en questionnaires pour évaluer des apprenants, et une analyse de Rasch a été menée pour déterminer la difficulté et la fiabilité de chaque descripteur, ainsi que la sévérité des professeurs ;
4. étape d'interprétation : les descripteurs sont échelonnés de facile à difficile et sont groupés.

Neuf groupes sont ainsi visibles. Mais afin de suivre la pratique de l'enseignement des langues répartissant les apprenants en trois niveaux (apprenants élémentaires, indépendants, expérimentés), chacun divisé en deux sous-niveaux, le Cadre suggère donc une organisation en six niveaux. Trois niveaux (A2+, B1+, B2+) sont ainsi « discrets », puisqu'ils existent, mais sont généralement inclus dans A2, B1, et B2. Aussi, le Cadre propose généralement ses outils sur une base à six niveaux.

### Les compétences communicatives langagières
Selon le Cadre, les compétences communicatives langagières fondamentales de l'apprenant lui permettant une bonne communication sont :
1. la compétence linguistique : le fait de connaître une langue, avec ses composantes lexicales, grammaticales, sémantiques, orthographiques, phonologiques, collocations et expressions, dont l'articulation peut avoir du sens en production et réception.
2. la compétence pragmatique : le fait de connaître les structures et articulations sémantiques des discours et messages.:
3. la compétence sociolinguistique : le fait de savoir adapter la langue à l'interlocuteur, c'est l'utilisation de la langue adaptée au contexte.
4. (la compétence socioculturelle : énoncée par Little[11], mais non définie)

C'est un jeu de compétences qui ne peut être réduit. L'apprenant doit à la fois s'adapter à la situation sociolinguistique, utiliser sa compétence pragmatique pour la structure générale de son intervention, et dans ce cadre-là, utiliser ses compétences linguistiques pour le codage et décodage des phrases. Le Cadre contient ainsi trente-quatre échelles illustratives,, sept sur des stratégies, etc. pouvant servir de références. Il est par ailleurs fait mention d'autres compétences et échelles nécessaires mais présentement inexistantes.

### Échelle globale
Voici les critères d'auto-évaluation recommandés par l'Union européenne :
| A1.1 |
| --- |
| Comprendre (Écouter) : Je peux comprendre des informations de la vie quotidienne pour des situations de communication très récurrentes (annonces publiques, météo, messages, informations répétitives) et pour répondre à des besoins concrets de la vie sociale. Comprendre (Lire) : Je peux, dans un texte court, repérer et comprendre des données chiffrées, des noms propres et d'autres informations visuellement compréhensibles dans des situations de la vie quotidienne (prix, horaires, signalétique, cartes, instructions). Parler (Prendre part à une conversation) : Je peux communiquer, de façon très simple, à condition que mon interlocuteur se montre compréhensif, parle très lentement et répète si je n'ai pas compris. Parler (S'exprimer oralement en continu) : Je peux demander des objets, des services à quelqu'un, lui en donner ou lui en rendre. Écrire : Je peux écrire un message très simple relatif aux activités de la vie quotidienne. Je peux donner des informations sur moi : nom, nationalité, adresse, âge, dans des questionnaires ou fiches de renseignement.Je peux recopier des mots ou messages brefs, écrire des chiffres et des dates. Je peux reconnaître différentes formes de graphie. |
| A1 - Niveau Introductif ou Découverte |
| Mots clés : questions simples, environnement proche et familier. Comprendre (Écouter) : Je peux comprendre des mots familiers et des expressions très courantes au sujet de moi-même, de ma famille et de l'environnement concret et immédiat, si les gens parlent lentement et distinctement. Comprendre (Lire) : Je peux comprendre des noms familiers, des mots ainsi que des phrases très simples, par exemple dans des annonces, des affiches ou des catalogues. Parler (Prendre part à une conversation) : Je peux communiquer, de façon simple, à condition que l'interlocuteur soit disposé à répéter ou à reformuler ses phrases plus lentement et à m'aider à formuler ce que j'essaie de dire. Je peux poser des questions simples sur des sujets familiers ou sur ce dont j’ai immédiatement besoin, ainsi que répondre à de telles questions. Parler (S'exprimer oralement en continu) : Je peux utiliser des expressions et des phrases simples pour décrire mon lieu d'habitation et les gens que je connais. Écrire : Je peux écrire une courte carte postale simple, par exemple de vacances. Je peux porter des détails personnels dans un questionnaire, inscrire par exemple mon nom, ma nationalité et mon adresse sur une fiche d'hôtel. |
| A2 - Niveau Intermédiaire ou de Survie |
| Mots clés : descriptions, conversations simples. Comprendre (Écouter) : Je peux comprendre des expressions et un vocabulaire très fréquent relatifs à ce qui me concerne de très près (par ex. moi-même, ma famille, les achats, l’environnement proche, le travail). Je peux saisir l'essentiel d'annonces et de messages simples et clairs. Comprendre (Lire) : Je peux lire des textes courts très simples. Je peux trouver une information particulière prévisible dans des documents courants comme les petites publicités, les prospectus, les menus et les horaires et je peux comprendre des lettres personnelles courtes et simples. Parler (Prendre part à une conversation) : Je peux communiquer lors de tâches simples et habituelles ne demandant qu'un échange d'information simple et direct sur des sujets et des activités familiers. Je peux avoir des échanges très brefs même si, en règle générale, je ne comprends pas assez pour poursuivre une conversation. Parler (S'exprimer oralement en continu) : Je peux utiliser une série de phrases ou d'expressions pour décrire en termes simples ma famille et d'autres gens, mes conditions de vie, ma formation et mon activité professionnelle actuelle ou récente. Écrire : Je peux écrire des notes et messages simples et courts. Je peux écrire une lettre personnelle très simple, par exemple de remerciements. |
| B1 - Niveau Seuil |
| Mots clés : début d'autonomie ; se débrouiller, exprimer son opinion. Comprendre (Écouter) : Je peux comprendre les points essentiels quand un langage clair et standard est utilisé et s’il s’agit de sujets familiers concernant le travail, l’école, les loisirs, etc. Je peux comprendre l'essentiel de nombreuses émissions de radio ou de télévision sur l'actualité ou sur des sujets qui m’intéressent à titre personnel ou professionnel si l’on parle d'une façon relativement lente et distincte. Comprendre (Lire) : Je peux comprendre des textes rédigés essentiellement dans une langue courante ou relative à mon travail. Je peux comprendre la description d'événements, l'expression de sentiments et de souhaits dans des lettres personnelles. Parler (Prendre part à une conversation) : Je peux faire face à la majorité des situations que l'on peut rencontrer au cours d'un voyage dans une région où la langue est parlée. Je peux prendre part sans préparation à une conversation sur des sujets familiers ou d'intérêt personnel ou qui concernent la vie quotidienne (par exemple famille, loisirs, travail, voyage et actualité). Parler (S'exprimer oralement en continu) : Je peux articuler des expressions de manière simple afin de raconter des expériences et des événements, mes rêves, mes espoirs ou mes buts. Je peux brièvement donner les raisons et explications de mes opinions ou projets. Je peux raconter une histoire ou l'intrigue d'un livre ou d'un film et exprimer mes réactions. Écrire : Je peux écrire un texte simple et cohérent sur des sujets familiers ou qui m’intéressent personnellement. Je peux écrire des lettres personnelles pour décrire expériences et impressions. |
| B2 - Niveau Avancé ou Indépendant |
| Mots clés : compréhension courante et capacité à converser ; émettre un avis, soutenir systématiquement une argumentation. Comprendre (Écouter) : Je peux comprendre des conférences et des discours assez longs et même suivre une argumentation complexe si le sujet m'en est relativement familier. Je peux comprendre la plupart des émissions de télévision sur l'actualité et les informations. Je peux comprendre la plupart des films en langue standard. Comprendre (Lire) : Je peux lire des articles et des rapports sur des questions contemporaines dans lesquels les auteurs adoptent une attitude particulière ou un certain point de vue. Je peux comprendre un texte littéraire contemporain en prose. Parler (Prendre part à une conversation) : Je peux communiquer avec un degré de spontanéité et d'aisance qui rende possible une interaction normale avec un locuteur natif. Je peux participer activement à une conversation dans des situations familières, présenter et défendre mes opinions. Parler (S'exprimer oralement en continu) : Je peux m'exprimer de façon claire et détaillée sur une grande gamme de sujets relatifs à mes centres d'intérêt. Je peux développer un point de vue sur un sujet d’actualité et expliquer les avantages et les inconvénients de différentes possibilités. Écrire : Je peux écrire des textes clairs et détaillés sur une grande gamme de sujets relatifs à mes intérêts. Je peux écrire un essai ou un rapport en transmettant une information ou en exposant des raisons pour ou contre une opinion donnée. Je peux écrire des lettres qui mettent en valeur le sens que j’attribue personnellement aux événements et aux expériences.                                   |
| C1 - Niveau Autonome : pour un usage régulier dans des contextes de difficulté raisonnable |
| Mots clés : s'exprimer spontanément et couramment, assez bonne maîtrise. Comprendre (Écouter) : Je peux comprendre un long discours même s'il n'est pas clairement structuré et que les articulations sont seulement implicites. Je peux comprendre les émissions de télévision et les films sans trop d'effort. Comprendre (Lire) : Je peux comprendre des textes factuels ou littéraires longs et complexes et en apprécier les différences de style. Je peux comprendre des articles spécialisés et de longues instructions techniques même lorsqu'ils ne sont pas en relation avec mon domaine. Parler (Prendre part à une conversation) : Je peux m'exprimer spontanément et couramment sans trop apparemment devoir chercher mes mots. Je peux utiliser la langue de manière souple et efficace pour des relations sociales ou professionnelles. Je peux exprimer mes idées et opinions avec précision et lier mes interventions à celles de mes interlocuteurs. Parler (S'exprimer oralement en continu) : Je peux présenter des descriptions claires et détaillées de sujets complexes, en intégrant des thèmes qui leur sont liés, en développant certains points et en terminant mon intervention de façon appropriée. Écrire : Je peux m'exprimer dans un texte clair et bien structuré et développer mon point de vue. Je peux écrire sur des sujets complexes dans une lettre, un essai ou un rapport, en soulignant les points que je juge importants. Je peux adopter un style adapté au destinataire. |
| C2 - Niveau Maîtrise |
| Mots clés : comprendre sans effort, s'exprimer spontanément. Comprendre (Écouter) : Je n'ai aucune difficulté à comprendre le langage oral, que ce soit dans les conditions du direct ou dans les médias et quand on parle vite, à condition d'avoir du temps pour me familiariser avec un accent particulier. Comprendre (Lire) : Je peux lire sans effort tout type de texte, même abstrait ou complexe quant au fond ou à la forme, par exemple un manuel, un article spécialisé ou une œuvre littéraire. Parler (Prendre part à une conversation) : Je peux participer sans effort à toute conversation ou discussion et je suis aussi très à l’aise avec les expressions idiomatiques et les tournures courantes. Je peux m’exprimer couramment et exprimer avec précision de fines nuances de sens. En cas de difficulté, je peux faire marche arrière pour y remédier avec assez d'habileté et pour qu'elle passe presque inaperçue. Parler (S'exprimer oralement en continu) : Je peux présenter une description ou une argumentation claire et fluide dans un style adapté au contexte, construire une présentation de façon logique et aider mon auditeur à remarquer et à se rappeler les points importants. Écrire : Je peux écrire un texte clair, fluide et stylistiquement adapté aux circonstances. Je peux rédiger des lettres, rapports ou articles complexes, avec une construction claire permettant au lecteur d’en saisir et de mémoriser les points importants. Je peux résumer et critiquer par écrit un ouvrage professionnel ou une œuvre littéraire. |

## Application à d'autres langues
Alors que le cadre s'affirme en Europe, il apparaît finalement non pas comme un socle conceptuel pour les langues européennes, mais plutôt comme un cadre pour l'enseignement des langues en Europe. Il faut relever que le Cadre européen des langues n’est plus purement européen, vu l’accréditation du chinois, du japonais, du coréen, de l’arabe et de l’espéranto. La question a été posée de l'utilisation du Cadre pour des langues distantes, tels que le chinois ou les langues africaines.
Bellassen a conclu à la possibilité et nécessité de l'extension du Cadre et de son métalangage, en adaptant ou complétant des concepts spécifiques à la langue cible, ainsi qu'aux spécificités différentielles des apprenants (distances linguistiques).

## Examens de langues basés sur le CECR
Le CECR propose une organisation des compétences langagières en 6 niveaux, de A1 à C2, et applicable à l'ensemble des langues d'Europe. Cette référence commune permet une meilleure comparaison des compétences de langue à langue, test à test, et d'individu à individu. Aussi, de nombreux tests de langues se sont donc alignés sur cette recommandation supra-nationale. La liste ci-dessous présente les tests de langues basés sur le CECR et une liste complémentaire de tests proposant une équivalence.
Ce tableau liste les examens de langues officiellement basés sur le CECR.
| Test | Langue(s) | A1           | A2                                                | B1                                                                                        | B2                                                                                        | C1                                                  | C2                 |
| --- | --- | ------------ | ------------------------------------------------- | ----------------------------------------------------------------------------------------- | ----------------------------------------------------------------------------------------- | --------------------------------------------------- | ------------------ |
| Goethe-Zertifikat du Goethe-Institut                                                                        | Allemand | A1           | A2                                                | B1                                                                                        | B2                                                                                        | C1                                                  | C2                 |
| TrackTest English Proficiency Test                                                                          | Anglais | A1           | A2                                                | B1                                                                                        | B2                                                                                        | C1                                                  | C2                 |
| Cambridge ESOL                                                                                              | Anglais | -            | KET                                               | PET, BEC Preliminary                                                                      | FCE, BEC Vantage                                                                          | FCE (grade A), CAE, BEC Higher                      | CAE (grade A), CPE |
| PTE General de Pearson (ex LTE)[réf. nécessaire]                                                            | Anglais | level A1     | Level 1                                           | Level 2                                                                                   | Level 3                                                                                   | Level 4                                             | Level 5            |
| Certificat international de maîtrise en arabe                                                               | Arabe | Cima 1       | Cima 1                                            | Cima 1                                                                                    | Cima 2                                                                                    | Cima 2                                              | Cima 2             |
| HSK 2010 | Chinois | HSK 1        | HSK 2                                             | HSK 3                                                                                     | HSK 4                                                                                     | HSK 5                                               | HSK 6              |
| DELE | Espagnol | A1           | A2                                                | B1                                                                                        | B2                                                                                        | C1                                                  | C2                 |
| ELTE-ITK | Espéranto | -            | -                                                 | B1                                                                                        | B2                                                                                        | C1                                                  | C2                 |
| HABE , | Basque | -            | -                                                 | 1. maila                                                                                  | 2. maila                                                                                  | 3. maila                                            | 4. maila           |
| Ministère de l'Éducation nationale, France Éducation international                                          | Français | DELF A1      | DELF A2                                           | DELF B1                                                                                   | DELF B2                                                                                   | DALF C1                                             | DALF C2            |
| Chambre de commerce et d'industrie de région Paris - Île-de-France Diplômes de français professionnel - DFP | Français | DFP Affaires | DFP Affaires DFP Tourisme-Hôtellerie-Restauration | DFP Affaires DFP Relations internationales DFP Santé DFP Tourisme-Hôtellerie-Restauration | DFP Affaires DFP Relations internationales DFP Santé DFP Tourisme-Hôtellerie-Restauration | DFP Affaires DFP Relations internationales DFPSanté |                    |
| Alliance française (jusqu'en 2008)                                                                          | Français |              | CEFP 1                                            | CEFP 2                                                                                    | DL                                                                                        | DSLCF                                               | DHEF               |
| ELTE-ITK | Hongrois | -            | A2                                                | B1                                                                                        | B2                                                                                        | C1                                                  | -                  |
| CILS[réf. nécessaire]                                                                                       | Italien | CILS A1      | CILS A2                                           | CILS UNO                                                                                  | CILS DUE                                                                                  | CILS TRE                                            | CILS QUATTRO       |
| CELI[réf. nécessaire]                                                                                       | Italien | CELI-Impatto | CELI 1                                            | CELI 2                                                                                    | CELI 3                                                                                    | CELI 4                                              | CELI 5             |
| PLIDA[réf. nécessaire]                                                                                      | Italien | PLIDA A1     | PLIDA A2                                          | PLIDA B1                                                                                  | PLIDA B2                                                                                  | PLIDA C1                                            | PLIDA C2           |
| CNaVT | Néerlandais | -            | PTIT                                              | PMT                                                                                       | PPT, Educatief Startbekwaam (auparavant PTHO)                                             | Educatief Professioneel (auparavant PAT)            | -                  |
| ACLR | Roumain | A1           | A2                                                | B1                                                                                        | B2                                                                                        | C1                                                  | C2                 |
| Swedex | Suédois | -            | A2                                                | B1                                                                                        | B2                                                                                        | -                                                   | -                  |
| CCE | Tchèque | A1           | A2                                                | B1                                                                                        | B2                                                                                        | C1                                                  | -                  |
| DCL | Allemand, anglais, arabe, breton, mandarin, espagnol, italien, occitan, portugais, russe, langue des signes française, français | -            | Degré 1                                           | Degré 2 et 3                                                                              | Degré 4                                                                                   | Degré 5                                             | -                  |
| Pipplet | Allemand, anglais, arabe standard moderne, chinois mandarin (simplifié), coréen, espagnol, français, grec, hébreu, hindi, italien, japonais, néerlandais, polonais, portugais, portugais brésilien, russe, suédois, thaï, turc, vietnamien | A1           | A2                                                | B1                                                                                        | B2                                                                                        | C1                                                  | C2                 |
| CLES | allemand, anglais, arabe, chinois, espagnol, français, grec moderne, italien, polonais, portugais et russe. | -            | -                                                 | CLES 1                                                                                    | CLES 2                                                                                    | CLES 3                                              | -                  |
| UNIcert[réf. nécessaire]                                                                                    | ? | -            | -                                                 | UNIcert I                                                                                 | UNIcert II                                                                                | UNIcert III                                         | UNIcert IV         |

## Autres examens de langues
Ce tableau liste les examens de langue dont l'échelle de niveaux est différente du CECR mais qui fournissent une grille de comparaison à valeur informative.
| Test                                                    | Langue(s)                  | A1                                       | A2                                        | B1                                      | B2              | C1            | C2            |
| ------------------------------------------------------- | -------------------------- | ---------------------------------------- | ----------------------------------------- | --------------------------------------- | --------------- | ------------- | ------------- |
| PTE Academic de Pearson[réf. nécessaire]                | Anglais                    | -                                        | -                                         | 43+                                     | 59+             | 76+           | 85+           |
| TEF (Test d'évaluation de français)                     | Français                   | 100 - 199 pts                            | 200 - 299 pts                             | 300 - 399 pts                           | 400 - 499 pts   | 500 - 599 pts | 600 - 699 pts |
| TOEIC (Test Of English for International Communication) | Anglais                    | TOEIC 120+ pts ou TOEIC Bridge : 92+ pts | TOEIC 225+ pts ou TOEIC Bridge : 134+ pts | TOEIC 550+ pts ou TOEIC Bridge 170+ pts | 785+ pts        | 945+ pts      | -             |
| TOEFL (Test Of English as a Foreign Language) iBT       | Anglais                    | -                                        | -                                         | 57 pts +                                | 87 pts +        | 110 pts +     | -             |
| CELU                                                    | Espagnol                   | -                                        | -                                         |                                         | CELU Intermedio | CELU Avanzado | -             |
| BULATS                                                  | 4 langues (EN, DE, ES, FR) | 0-10                                     | 20-39                                     | 40-59                                   | 60-74           | 75-89         | 90-100        |

## Regards critiques
Rares sont les didacticiens des langues qui considèrent le CECR comme une reculade, ce qui n'exclut pas des contestations de terrain de la part de certains pédagogues. Certaines réserves sont toutefois formulées, portant surtout sur la liberté d'action pédagogique qu'il ne s'agit pas d'abdiquer. Le CECR ne constitue finalement qu'un outil.

## Sources
- Alderson et al., The development of specifications for item development and classification within The Common European Framework of Reference for Languages : Learning, Teaching, Assessment : Reading and Listening : Final report of The Dutch CEF Construct Project ., 2004 (lire en ligne)
- Joël Bellassen, New Prospect for Foreign Language Teaching in Higher Education —Exploring the Possibilities of Application of CECR—, Tokyo, World Language and Society Education Center (WoLSEC), 2011 (ISBN 978-4-925243-85-8, lire en ligne), « Is Chinese Europcompatible? Is the Common European Framework Common?: The Common European Framework of References for Languages Facing Distant Language », p. 23-31
- Conseil de l'Europe C.E., Un cadre européen commun de référence pour les langues : apprendre, enseigner, évaluer, Didier, 2001 (ISBN 978-2-278-05075-8, lire en ligne)
- Council of Europe E.C., Common European Framework of Reference for Languages : Learning, Teaching, Assessment, Cambridge University Press, 2001, 260 p. (ISBN 978-0-521-00531-9, lire en ligne)
- E. Rosen, Le point sur le Cadre européen commun de référence pour les langues, CLE international, 2010
- D. Little, « The Common European Framework of Reference for Languages: Content, Purpose, Origin, Reception and Impact », Language Teaching, vol. 39, no 03,‎ 2006, p. 167–190
- D. Little, « The Common European Framework of Reference for Languages: Perspectives on the Making of Supranational Language Education Policy », The Modern Language Journal, vol. 91, no 4,‎ 2007, p. 645–655 (lire en ligne)
- B. North, « The CEFR Illustrative Descriptor Scales », The Modern Language Journal, vol. 91, no 4,‎ 2007, p. 656–659 (lire en ligne)
- Minglang Zhou, Multilingualisme in China -The Politics of Writing Reforms for Minority Languages 1949-2002, 2003, 401 p. (ISBN 3-11-017896-6, lire en ligne)
- Hanna, B., & De Nooy, J. (2003). À Funny Thing Happened on the Way to the Forum: Electronic Discussion and Foreign Langage Learning. Language Learning & Technology, 7(1), 71–85. http://llt.msu.edu/vol7num1/hanna/default.html
- Hanna, B. E., & De Nooy, J. (2009). Learning language and culture via public Internet discussion forums. Basingstoke [England]; New York: Palgrave Macmillan.
- Ollivier, C. & Puren, L. (2011). Le web 2.0 en classe de langue. Paris: Éditions maison des langues.